# 인터버스
인터버스(INTERBUS)는 제어 시스템(예: PC, PLC, VMEbus 컴퓨터, 로봇 컨트롤러 등)과 센서 및 액추에이터(예: 온도 센서, 위치 스위치)에 연결된 공간적으로 분산된 I/O 모듈 간에 데이터를 전송하는 직렬 버스 시스템이다.
INTERBUS 시스템은 피닉스 컨택트에서 개발했으며 1987년부터 사용 가능했다. 이 시스템은 자동화 업계의 선도적인 필드버스 시스템 중 하나이며 유럽 표준 EN 50254 및 IEC 61158에 따라 완전히 표준화되었다.
현재 600개 이상의 제조업체가 제어 시스템 및 현장 장치에 INTERBUS 기술을 구현하고 있다.
2011년부터 INTERBUS 기술은 프로피버스 앤드 프로피넷 인터내셔널(Profibus and Profinet International) 산업 협회에서 주최한다.